# Olympische Sommerspiele 1964/Teilnehmer (Liberia)
| Gelbes Symbol für Goldmedaillen mit stilisierten Olympischen Ringen | Graues Symbol für Silbermedaillen mit stilisierten Olympischen Ringen | Braundes Symbol für Bronzemedaillen mit stilisierten Olympischen Ringen |
| ------------------------------------------------------------------- | --------------------------------------------------------------------- | ----------------------------------------------------------------------- |
| —                                                                   | —                                                                     | —                                                                       |

Liberia nahm an den Olympischen Sommerspielen 1964 in Tokio mit einer Delegation von einem männlichen Leichtathleten teil, der in zwei Laufwettbewerben antrat.

## Teilnehmer nach Sportarten

### Leichtathletik
- Wesley Johnson
100 m: Vorlauf
200 m: Vorlauf